# Болсена (езеро)
Болсена (на италиански: Lago di Bolsena; на латински: Lacus Volsiniensis) е петото по големина езеро в Италия, наименувано на намиращия се на северния му бряг град Болсена. Разположено е в западните предпланински части на Апенините, на 305 m н.в., в северната част на областта Лацио, провинция Витербо, на 80 km северно от Рим. Има почти овална форма с дължина 13 и ширина 11 km. Площ 113,5 km², обем 9,2 km³, средна дълбочина 81 m, максимална 151 m. Заема калдерата на угаснал вулкан като бреговете му са полегати. В него се намират два острова Бизентина и Мартана. Подхранва се основно от атмосферните валежи и малки рекички и поточета с площ на водосборния бесейн 159,5 km². От южния му край, при град Марта изтича река Марта, вливаща се в Тиренско море. Развива се риболов, водни спортове и туризъм. По бреговете му са разположени осем малки градчета Болсена, Монтефиасконе, Марта, Каподимонте, Валентино, Градоли, Гроте ди Кастро и Сан Лоренцо Нуово.